# Міддлбург (Пенсільванія)
Міддлбург (англ. Middleburg) — місто (англ. borough) в США, в окрузі Снайдер штату Пенсільванія. Населення — 1325 осіб (2020).

## Географія
Міддлбург розташований за координатами 40°47′22″ пн. ш. 77°2′42″ зх. д. / 40.78944° пн. ш. 77.04500° зх. д. (40.789500, -77.044862). За даними Бюро перепису населення США в 2010 році місто мало площу 2,38 км², з яких 2,29 км² — суходіл та 0,09 км² — водойми.

## Демографія
Згідно з переписом 2010 року, у селищі мешкало 1309 осіб у 568 домогосподарствах у складі 338 родин. Густота населення становила 550 осіб/км². Було 619 помешкань (260/км²).
Расовий склад населення:
| - 96,9 % — білих - 1,2 % — чорних або афроамериканців - 0,4 % — корінних американців - 0,1 % — азіатів |

До двох чи більше рас належало 1,1 %. Частка іспаномовних становила 0,8 % від усіх жителів.
За віковим діапазоном населення розподілялося таким чином: 24,0 % — особи молодші 18 років, 57,6 % — особи у віці 18—64 років, 18,4 % — особи у віці 65 років та старші. Медіана віку мешканця становила 39,1 року. На 100 осіб жіночої статі у селищі припадало 90,8 чоловіків; на 100 жінок у віці від 18 років та старших — 83,2 чоловіків також старших 18 років.
Середній дохід на одне домашнє господарство становив 48 241 долар США (медіана — 38 456), а середній дохід на одну сім'ю — 55 710 доларів (медіана — 49 318). Медіана доходів становила 32 452 долари для чоловіків та 26 818 доларів для жінок. За межею бідності перебувало 21,2 % осіб, у тому числі 41,1 % дітей у віці до 18 років та 9,2 % осіб у віці 65 років та старших.
Цивільне працевлаштоване населення становило 637 осіб. Основні галузі зайнятості: роздрібна торгівля — 24,6 %, освіта, охорона здоров'я та соціальна допомога — 24,5 %, виробництво — 16,2 %.